# Bunaea alcinoe
Bunaea alcinoe is een vlinder uit de familie nachtpauwogen (Saturniidae). De wetenschappelijke naam van de soort is voor het eerst geldig gepubliceerd in 1780 door Caspar Stoll.